# カール・グスタフ・モサンデル
カール・グスタフ・モサンデル(Carl Gustaf Mosander、1797年9月10日 - 1858年10月15日)は、スウェーデンの化学者である。ランタン、エルビウム、テルビウムの各元素を発見した。カルマル市で生まれ、ローベン島で死去した。

## 生涯
モサンデルは、12歳の時に母親と一緒にストックホルムに引っ越すまで、カルマル市で学校に通った。そこで、彼はウグランの薬局の実習生となった。1817年に薬剤師の試験に合格したが、医学に興味を持ち、1820年にカロリンスカ研究所に入学し、1827年に外科学の修士号を取得した。彼は、研究所の化学の教員、また自然歴史博物館で鉱物標本収集の
助手として働いた。医学生時代の化学の教師はイェンス・ベルセリウスであり、1836年にモサンデルはベルセリウスの後を継いだ。ランタンは、1839年に彼が硝酸セリウムを加熱して部分分解し、生成した塩を硝酸で処理していた時に発見した。
モサンデルは、1833年にスウェーデン王立科学アカデミーの会員に選ばれた。

## 関連文献
- Weeks, Mary Elvira (1932). “The discovery of the elements: XVI. The rare earth elements”. Journal of Chemical Education 9 (10):  1751–1773. Bibcode: 1932JChEd...9.1751W. doi:10.1021/ed009p1751.